# Nuevo Paraíso, Ocosingo
Nuevo Paraíso är en ort i Mexiko.   Den ligger i kommunen Ocosingo och delstaten Chiapas, i den sydöstra delen av landet, 800 km öster om huvudstaden Mexico City. Nuevo Paraíso ligger 858 meter över havet och antalet invånare är 700.
Terrängen runt Nuevo Paraíso är varierad. Runt Nuevo Paraíso är det glesbefolkat, med 16 invånare per kvadratkilometer. Närmaste större samhälle är Ocosingo, 3,1 km nordväst om Nuevo Paraíso. Omgivningarna runt Nuevo Paraíso är en mosaik av jordbruksmark och naturlig växtlighet.